# ماتياس كيسلر
ماتياس كيسلر (بالألمانية: Matthias Kessler) مواليد 16 مايو 1979 في نورنبرغ، هو دراج ألماني في صنف سباق الدراجات على الطريق.

## سجل النتائج

### سباقات أو مراحل فاز بها
- طواف فرنسا

## روابط خارجية
- ماتياس كيسلر على موقع الاتحاد الدولي للدراجات (الإنجليزية)
- ماتياس كيسلر على موقع أرشيف الدراجات (الإنجليزية)
- ماتياس كيسلر على موقع إحصائيات الدراجات الإحترافية (الإنجليزية)
- ماتياس كيسلر على موقع نسبة الدراجات (الإنجليزية)
- ماتياس كيسلر على موقع CycleBase (الإنجليزية)
- Yahoo! Eurosport profile